# Верхний Суходол
Верхний Суходо́л — деревня в составе Шелепинского сельского поселения Алексинского района Тульской области России.

## Описание

### География
Расположена в 23 км (по автодороге) от районного центра города Алексина, в 17 км от сельского административного центра деревни Большое Шелепино, в километре от железнодорожной станции Суходол.

### Название
Название получено по географическому и природному признакам. «Суходол» — сухая балка, не имеющая постоянного водного стока и только весной туда стекают талые воды, исчезающие к лету. Слово «верхний» означает расположение селения в верховьях ручья Железни (Железинки).
Деревня имела статус села. Деревянный храм во имя Успения Божией Матери был построен в 1761 году. В состав церковного прихода входили само село и сельцо Плутнево (ныне Большие Пруды) с общей численностью крестьян-прихожан 476 человек (по состоянию на 1857 год). В селе имелась церковно-приходская школа. В 1877 году приход Верхнего Суходола по причине малочисленности и ветхости церкви был приписан к приходу села Нижнего Суходола.
В 1859 году в селе насчитывалось 25 крестьянских дворов; в 1915 — 52 двора.

## Население
| Годы      | 1857  | 1859 | 1915 | 2010 |
| --------- | ----- | ---- | ---- | ---- |
| Население | 215 * | 230  | 382  | ↗33  |

* крестьяне крепостные помещичьи

## Известные люди
- Успенский Александр Иванович    — комиссар государственной безопасности 3-го ранга, народный комиссар внутренних дел УССР.